# Opius incisulus
Opius incisulus är en stekelart som beskrevs av Fischer 1964. Opius incisulus ingår i släktet Opius och familjen bracksteklar. Inga underarter finns listade i Catalogue of Life.